# Ana Drev
Ana Drev, née le 6 août 1985 à Šmartno ob Paki, est une skieuse alpine slovène active de 2000 à 2020. Elle est spécialiste du slalom géant et monte sur deux podiums en Coupe du monde.

## Carrière
Elle fait ses débuts dans la Coupe du monde en octobre 2001, puis marque ses premiers points en 2004 à Sölden (24e). En novembre 2007, elle signe son premier top dix au slalom géant de Panorama avec une huitième place. Son prochain top intervient seulement en 2012 à Courchevel (10e).
Elle obtient son premier podium près de quinze ans après ses débuts en Coupe du monde avec une deuxième place sur le slalom géant de Flachau. Elle obtient son deuxième podium deux semaines plus tard à Maribor en Slovénie. Elle finit l'hiver au septième rang du classement de la spécialité pour rester dans le top dix les deux hivers suivants : huitième en 2017 et neuvième en 2018, grâce à de multiples top dix.
Elle participe à ses premiers Jeux olympiques en 2006, où elle est neuvième du slalom géant,son meilleur résultat en trois participations (prend part aux éditions 2010 et 2018).
Elle participe à sept éditions des championnats du monde entre 2003 et 2017, totalisant deux top dix en slalom géant (10e en 2013 à Schladming et 7e en 2017 à Saint-Moritz).

## Palmarès

### Jeux olympiques
| Épreuve / Édition | Turin 2006 | Vancouver 2010 | Pyeongchang 2018 |
| Super G           | 45e        |                |                  |
| Slalom géant      | 9e         | 19e            | Abandon          |
| Slalom            |            | Abandon        |                  |

### Championnats du monde
| Épreuve / Édition | Saint-Moritz 2003 | Bormio 2005 | Åre 2007 | Val d'Isère 2009 | Schladming 2013 | Beaver Creek 2015 | Saint-Moritz 2017 |
| Slalom géant      | Abandon           | 24e         | Abandon  | 14e              | 10e             | 24e               | 7e                |
| Slalom            | Abandon           |             |          |                  |                 |                   |                   |

### Coupe du monde
- Meilleur classement général : 35e en 2016.
- 2 podiums : 2 deuxièmes places.

#### Classements en Coupe du monde
| Année/Classement | Année/Classement | Général | Général | Descente | Descente | Super G | Super G | Slalom géant | Slalom géant | Slalom | Slalom | Combiné | Combiné |
| ---------------- | ---------------- | ------- | ------- | -------- | -------- | ------- | ------- | ------------ | ------------ | ------ | ------ | ------- | ------- |
| Année/Classement | Année/Classement | Class.  | Points  | Class.   | Points   | Class.  | Points  | Class.       | Points       | Class. | Points | Class.  | Points  |
| 2005             | 2005             | 110e    | 6       | -        | -        | -       | -       | 52e          | 6            | -      | -      | -       | -       |
| 2006             | 2006             | 59e     | 305     | -        | -        | -       | -       | 22e          | 130          | -      | -      | 42e     | -       |
| 2007             | 2007             | 95e     | 40      | -        | -        | -       | -       | 30e          | 40           | -      | -      | -       | -       |
| 2008             | 2008             | 59e     | 86      | -        | -        | 47e     | 4       | 19e          | 65           | 45e    | 17     | -       | -       |
| 2009             | 2009             | 113e    | 10      | -        | -        | -       | -       | 47e          | 10           | -      | -      | -       | -       |
| 2011             | 2011             | 115e    | 9       | -        | -        | -       | -       | 41e          | 9            | -      | -      | -       | -       |
| 2012             | 2012             | 85e     | 33      | -        | -        | -       | -       | 35e          | 33           | -      | -      | -       | -       |
| 2013             | 2013             | 63e     | 104     | -        | -        | -       | -       | 23e          | 104          | -      | -      | -       | -       |
| 2015             | 2015             | 64e     | 76      | -        | -        | -       | -       | 23e          | 76           | -      | -      | -       | -       |
| 2016             | 2016             | 35e     | 283     | -        | -        | -       | -       | 7e           | 283          | -      | -      | -       | -       |
| 2017             | 2017             | 36e     | 239     | -        | -        | -       | -       | 8e           | 239          | -      | -      | -       | -       |
| 2018             | 2018             | 38e     | 198     | -        | -        | -       | -       | 9e           | 198          | -      | -      | -       | -       |
| 2019             | 2019             | 106e    | 17      | -        | -        | -       | -       | 41e          | 17           | -      | -      | -       | -       |

### Coupe d'Europe
- 3e du classement de slalom géant en 2005 et 2012.
- 8 podiums, dont 5 victoires en slalom géant.

### Coupe nord-américaine
- 1 victoire.

### Championnats de Slovénie
- 3 titres en slalom : 2004, 2005 et 2010.
- 4 titres en slalom géant : 2014, 2015, 2016 et 2017.